# トミーとタペンス
トミーとタペンス (Tommy and Tuppence) は、アガサ・クリスティによる長編、および短編作品に登場する、夫婦の探偵あるいは諜報員。

## 概要
幼馴染の2人は第一次世界大戦直後のロンドンで再会し、国家機密にかかわるちょっとした冒険を経て結ばれる。その後トミーは諜報機関の職員となり、『おしどり探偵』では諜報任務のカモフラージュとして夫婦で探偵事務所を開く。主にスパイ組織と対決したり、諜報部員として働いたりといったスリラー的な活躍で知られている。役割分担としてはタペンスが直感で突っ走り、トミーがそのフォローに回ることが多い。私生活では男女の双子をもうけたほか、ある事件で知り合った孤児を養女に迎えている。
アガサ・クリスティも気に入っていた主人公のようで、最初に発表された『秘密機関』はクリスティの出版第2作であり、最終作品『運命の裏木戸』はクリスティの最後に執筆した作品である。主人公達も、最初は2人の歳を合わせても45にもならなかったが、最終作品ではともに75歳前後になっている。
読者からの人気も高く、新作が発表されていなかった時期は「その後トミーとタペンスはどうしていますか？」などの手紙が世界中からクリスティの元に届いたという。

## 人物
トーマス・ベレズフォード (Thomas Beresford)
トミーは愛称。階級は中尉。
赤毛の好青年で、タペンスとは対照的に慎重に考えて行動するタイプ。『秘密機関』時には「青年冒険家商会」をタペンスとやっていたが、後に諜報機関に就職し、『おしどり探偵』と第二次世界大戦時の『NかMか』では諜報機関の命令で防諜任務を行っている。
プルーデンス・ベレズフォード(Prudence Beresford)
タペンスは愛称。旧姓はカウリー (Cowley)。
牧師の娘で、トミーとは対照的に好奇心の強い行動的なタイプ。行動するのは主にタペンスである。
アルバート(Albert)
ベレズフォード家で雇っている従僕。『おしどり探偵』の時は少年と言っていい年齢だった。
戦争下でベレズフォード家から離れていた時期（『NかMか』）でも夫婦を助け、二人が老境に入った『親指のうずき』・『運命の裏木戸』でも夫婦に仕えている。

## 登場作品

### 長編
- 1922年 『秘密機関』（The Secret Adversary）
- 1941年 『NかMか』（N or M?）
- 1968年 『親指のうずき』（By the Pricking of my Thumbs）
- 1973年 『運命の裏木戸（英語版）』（Postern of Fate）

### 短編
- 1929年 『おしどり探偵』（Partners in Crime）
  - アパートの妖精
  - お茶をどうぞ
  - 桃色真珠紛失事件
  - 怪しい来訪者
  - キングを出し抜く
  - 婦人失踪事件
  - 眼隠しごっこ
  - 霧の中の男
  - バリパリ屋
  - サニングデールの謎
  - 死のひそむ家
  - 鉄壁のアリバイ
  - 牧師の娘
  - 大使の靴
  - 16号だった男

## 映像作品
『秘密機関』（1983年）、短編集『おしどり探偵』から10編（1983年 - 1984年）、『親指のうずき』（2006年）がテレビドラマ化されている。2015年には時代設定を1950年代に移したドラマ『Agatha Christie’s Partners in Crime』（原作は『秘密機関』・『NかMか』）が制作され、2015年10月18日からNHKで日本語吹き替え版『アガサ・クリスティー　トミーとタペンス -2人で探偵を-』として放送される。また『親指のうずき』は、舞台を現代のフランスに翻案したフランス映画『アガサ・クリスティーの奥さまは名探偵』（2005年）として映像化されている。